# Віч-на-віч (фільм)
«Віч-на-віч» — албанська історична драма, знята на основі роману «Сувора зима» Ісмаїла Кадаре.

## Сюжет
Муйо Бермема їде в Москву перекладачем на з'їзд компартій. На фоні розриву албано-радянських відносин керівництво КПРС займає антиалбанську позицію. Свідком суперечок стає Муйо.
Стрічка закінчується як радянські кораблі відпливають з воєнної бази Пошаліман, а албанські моряки спостерігають за цим у повній бойовій готовності.

## У ролях
| Актор            | Роль                          |
| ---------------- | ----------------------------- |
| Буяр Лако        | Муйо Бермема                  |
| Тімі Філіпі      | Кемаль Струга                 |
| Мевлан Шанай     | Бесніку                       |
| Паймонда Буллку  | Зана                          |
| Агим Шуке        | комиссар флоту                |
| Арбен Імамі      | Арбен Струга                  |
| Кадрі Роши       | Белул Джиномалі               |
| Сулейман Пітарка | Железнов                      |
| Тімо Фллоко      | Сергій                        |
| Катерина Біга    | Єлена Грачова                 |
| Шері Міта        | журналіст                     |
| Едмонд Будіна    | комендант радянської бази ВМФ |

## Знімальна група
- Кінорежисери — Кюштим Чашку, Піро Мілкані
- Сценарист — Ісмаїл Кадаре
- Композитор — Фейм Ібрахімі
- Кінооператор — Іліа Терпіні
- Кіномонтаж — Крісанті Котміло
- Художник-декоратор — Гєргь Мазреку
- Художник з костюмів — Юллі Бечірі[1].

## Сприйняття
На сайті Internet Movie Database оцінка стрічки 7,6/10 (21 голосу).
У 1981 році на Албанському кінофестивалі стрічка отримала головний приз.